# Bedellia cathareuta
Bedellia cathareuta is een vlinder uit de familie venstermineermotten (Bedelliidae). De wetenschappelijke naam van de soort is voor het eerst geldig gepubliceerd in 1911 door Meyrick.
De soort komt voor in Zuid-Afrika.